# Kabarasso
Kabarasso è un comune rurale del Mali facente parte del circondario di Sikasso, nella regione omonima.
Il comune è composto da 11 nuclei abitati:
- Fassoumana
- Kabarasso
- Koutiénébougoun
- M'Begresso
- M'Pèrèbala
- Mèguèla
- N'Goloklola
- N'Tiobougou
- Nianzambougou
- Ouassala
- Soronto-Bougoula